# Карбонады
Карбонады (итал. Carbonate) — коммуна в Италии, располагается в регионе Ломбардия, подчиняется административному центру Комо.
Население составляет 2757 человек, плотность населения составляет 511 чел./км². Занимает площадь 5,17 км². Почтовый индекс — 22070. Телефонный код — 0331.
В коммуне 15 августа особо празднуется Успение Пресвятой Богородицы.